# 勒奇山隧道

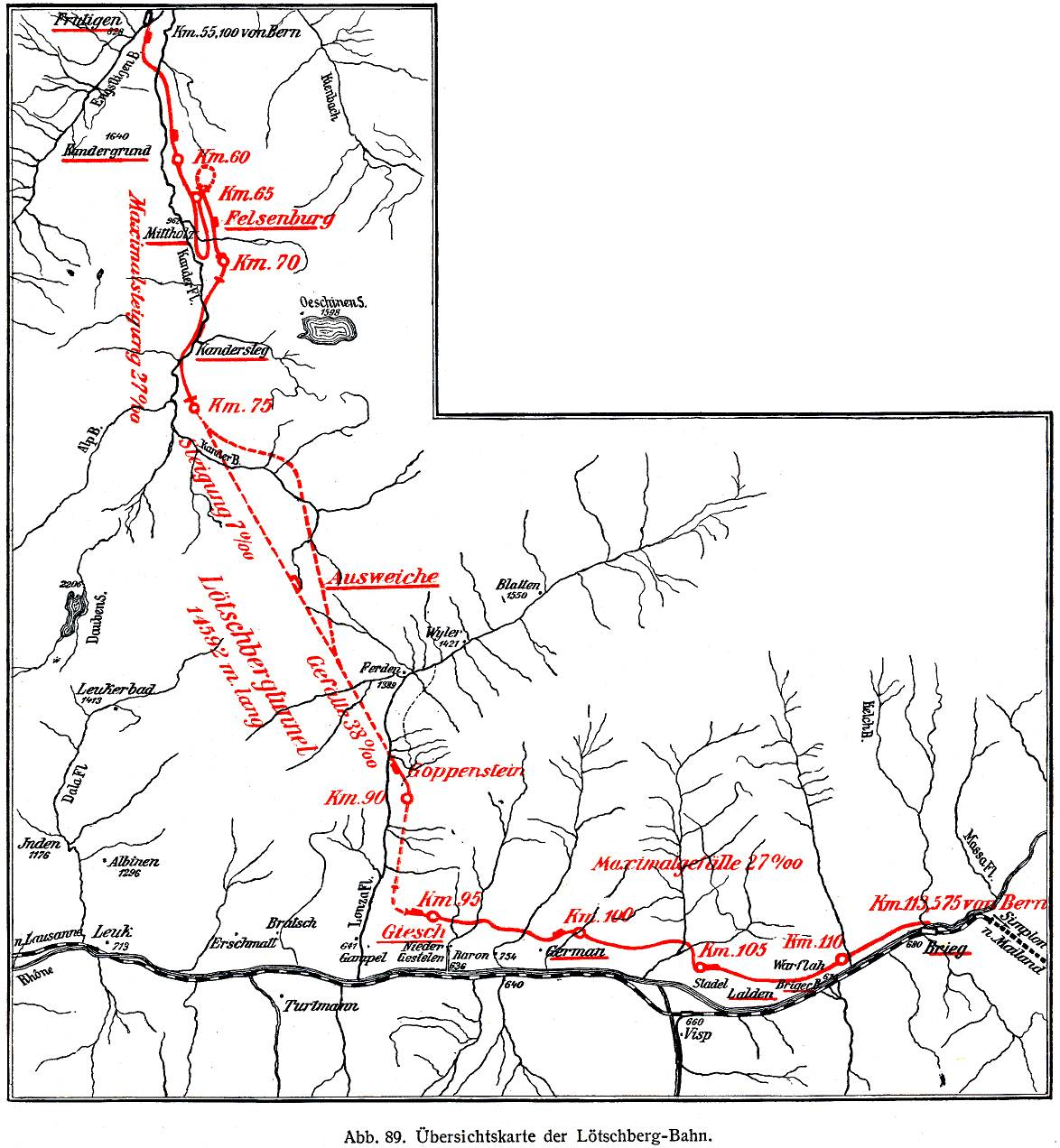
草图中所显示的是勒奇山铁路，里程数75公里与90公里之间的部分为勒奇山隧道。具体位置是按照从伯尔尼出发来计算的公里数。

勒奇山隧道（德語：Lötschbergtunnel）是瑞士境内一条穿越阿尔卑斯山的铁路隧道，在连接施皮茨和布里格的勒奇山铁路上，全长14.612（9.1英里），单洞双线。隧道两端分别位于伯尔尼州的坎德施泰格和瓦莱州的戈彭施泰因。
隧道于1906年开始修建，并遭遇了多次严重事故而导致工程延误。1908年2月，一场雪崩摧毁了工人们居住的一所旅馆，造成13人死亡；同年7月，一段隧道发生坍塌，造成了25人死亡，坍塌的路段无法修复，只能重新开凿一段新的隧道以绕过灾难地点。隧道最终于1911年3月成功贯通，并于1913年正式开通运营。
伯尔尼－勒奇山－辛普朗铁路公司提供一项穿越隧道的小汽车运输服务，全程耗时约20分钟，乘客可以留在自己的小汽车内，由两侧开放的小汽车运输专用车厢运送至隧道的另一端。高峰时段，小汽车运输服务在单方向每7.5分钟开行一次。

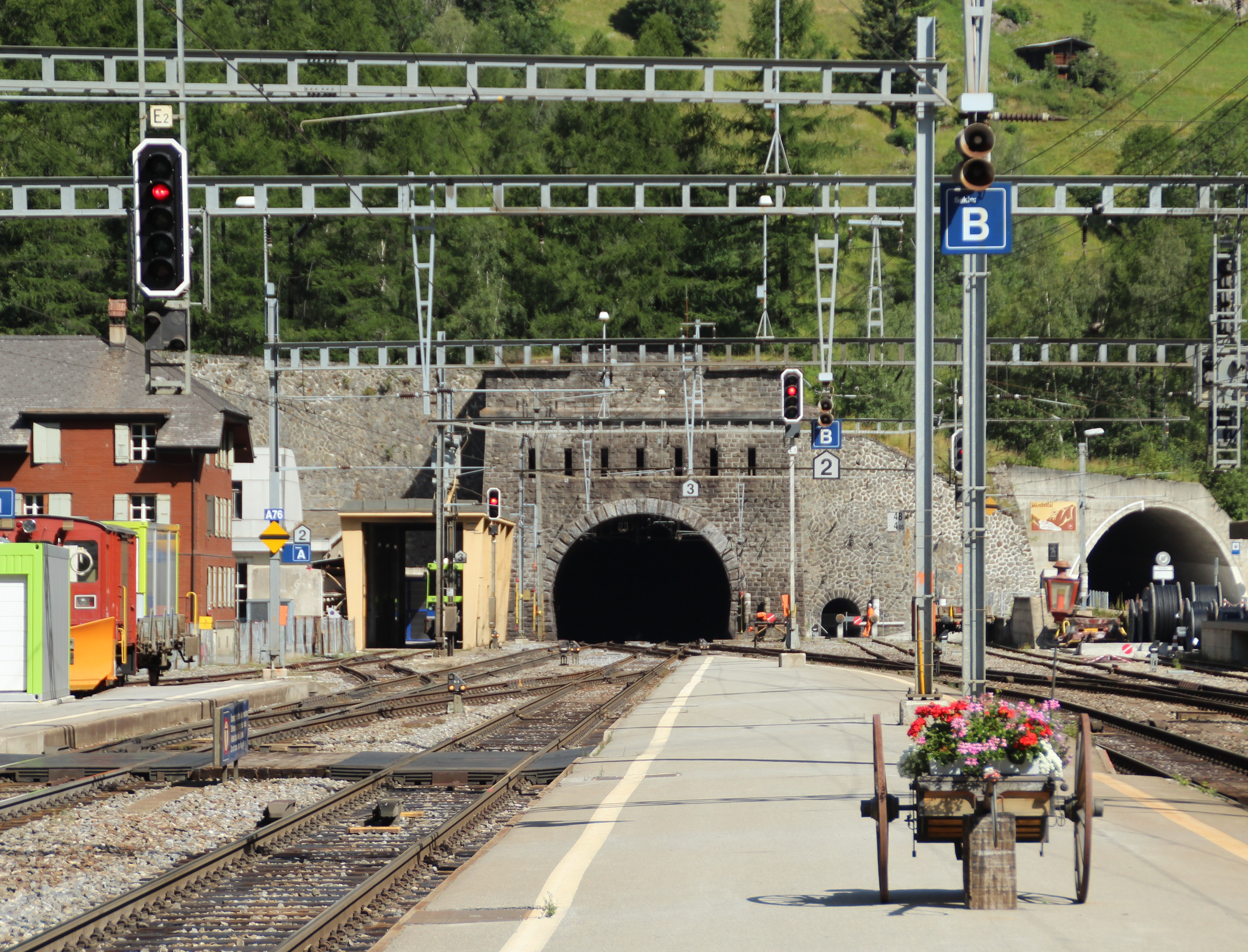
位于戈彭施泰因的隧道南出口

新的勒奇山基线隧道于2007年6月15日开通，位于原有的勒奇山隧道以下约400（1,312.3英尺）的水平面上，是阿尔卑斯交通计划的一部分。